# Hedeoma nana
Hedeoma nana là một loài thực vật có hoa trong họ Hoa môi. Loài này được (Torr.) Briq. mô tả khoa học đầu tiên năm 1896.

## Hình ảnh

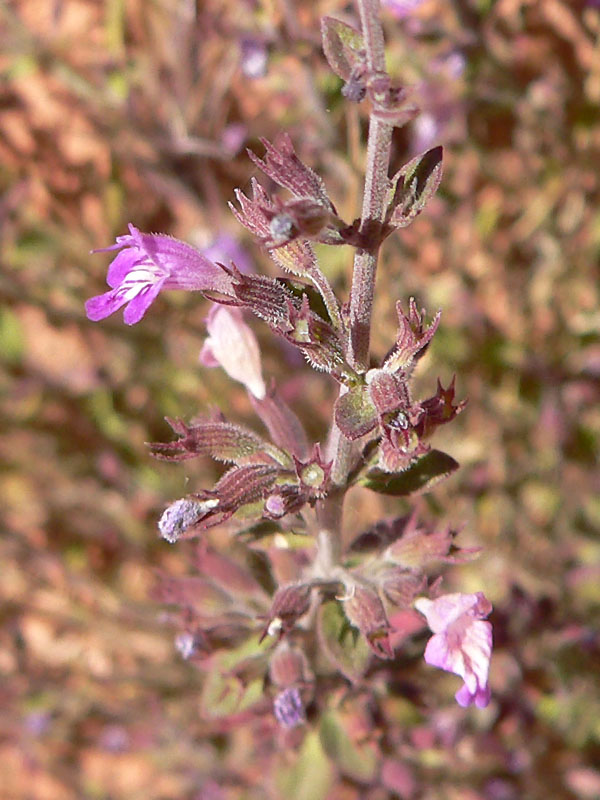
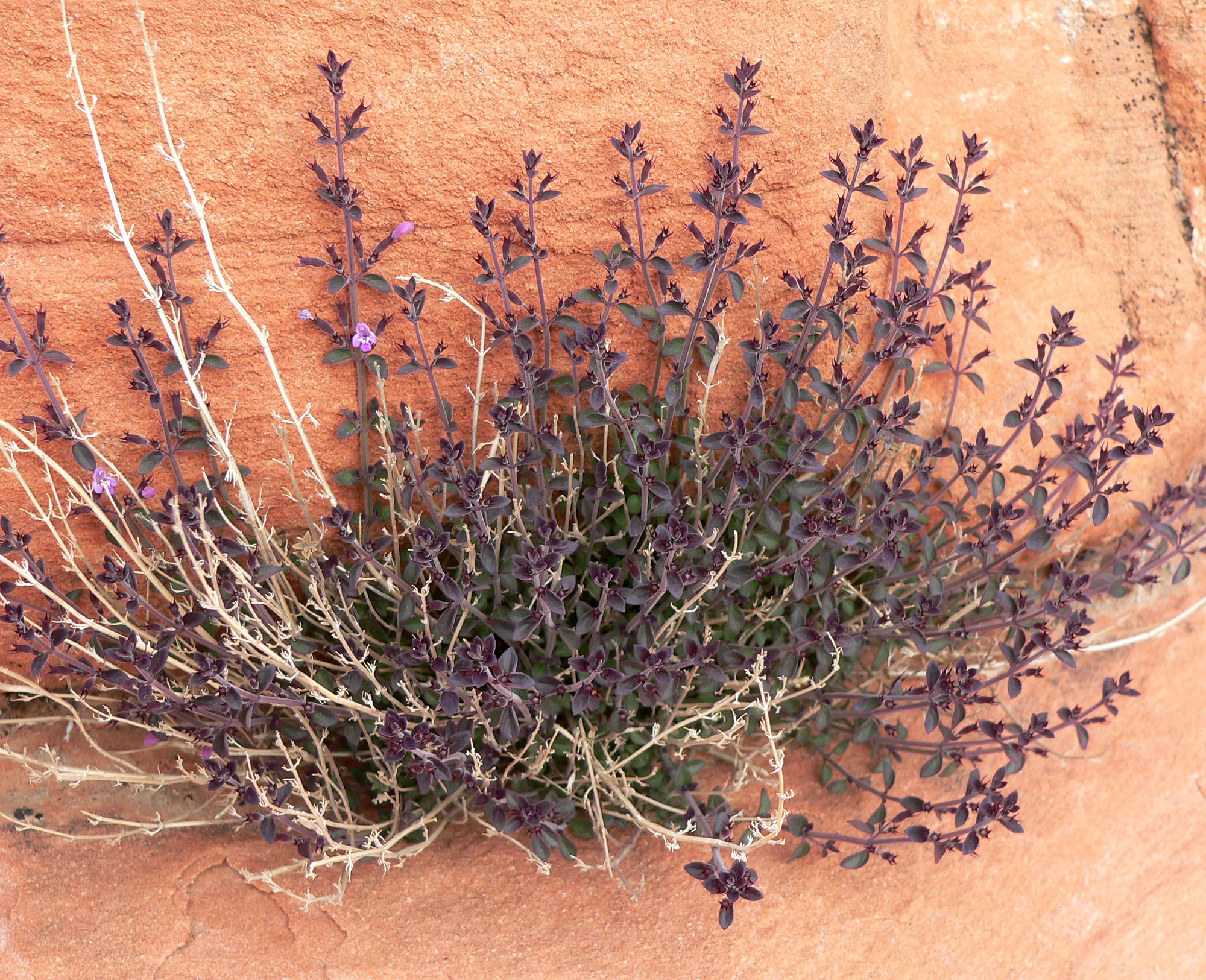
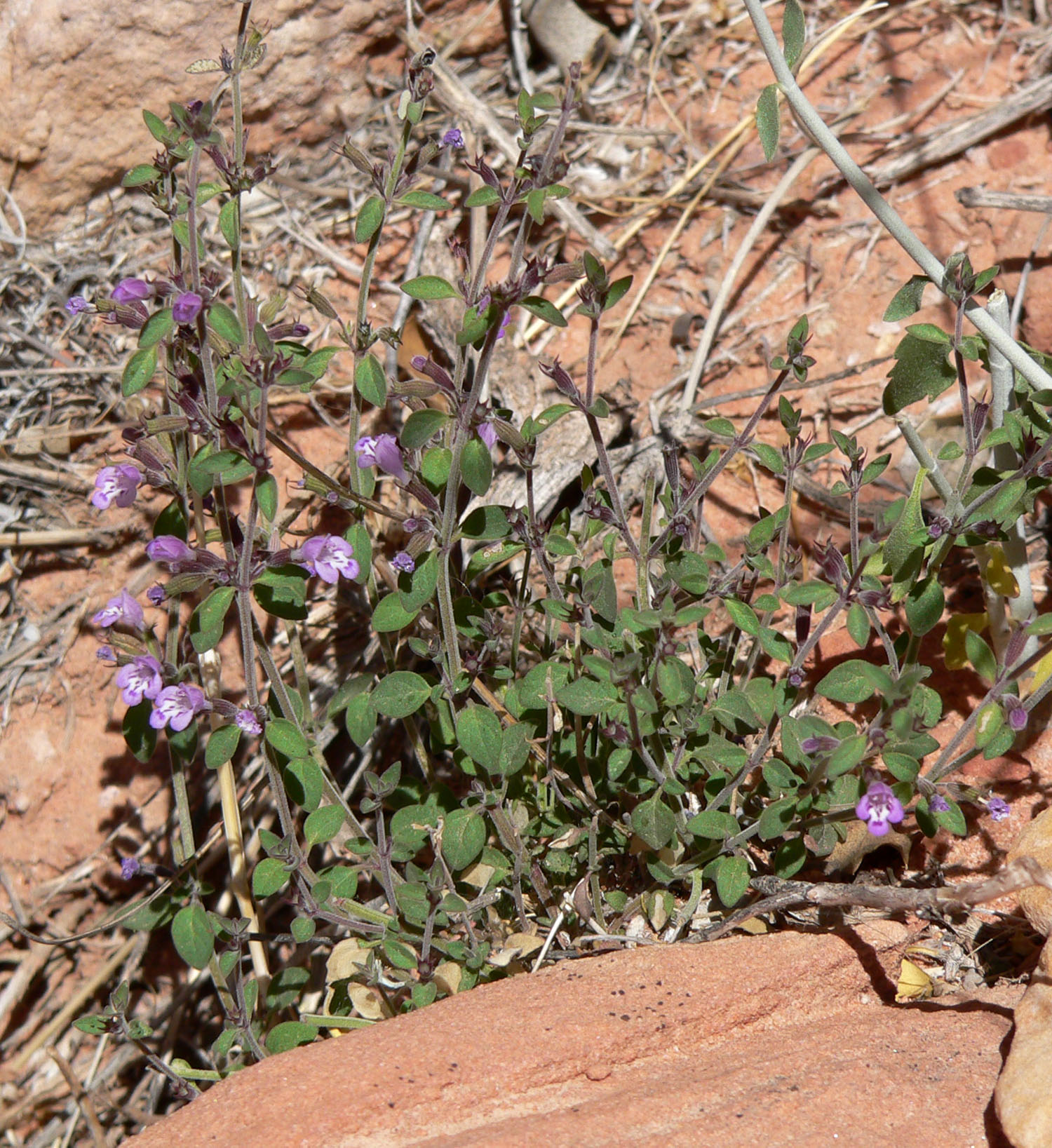
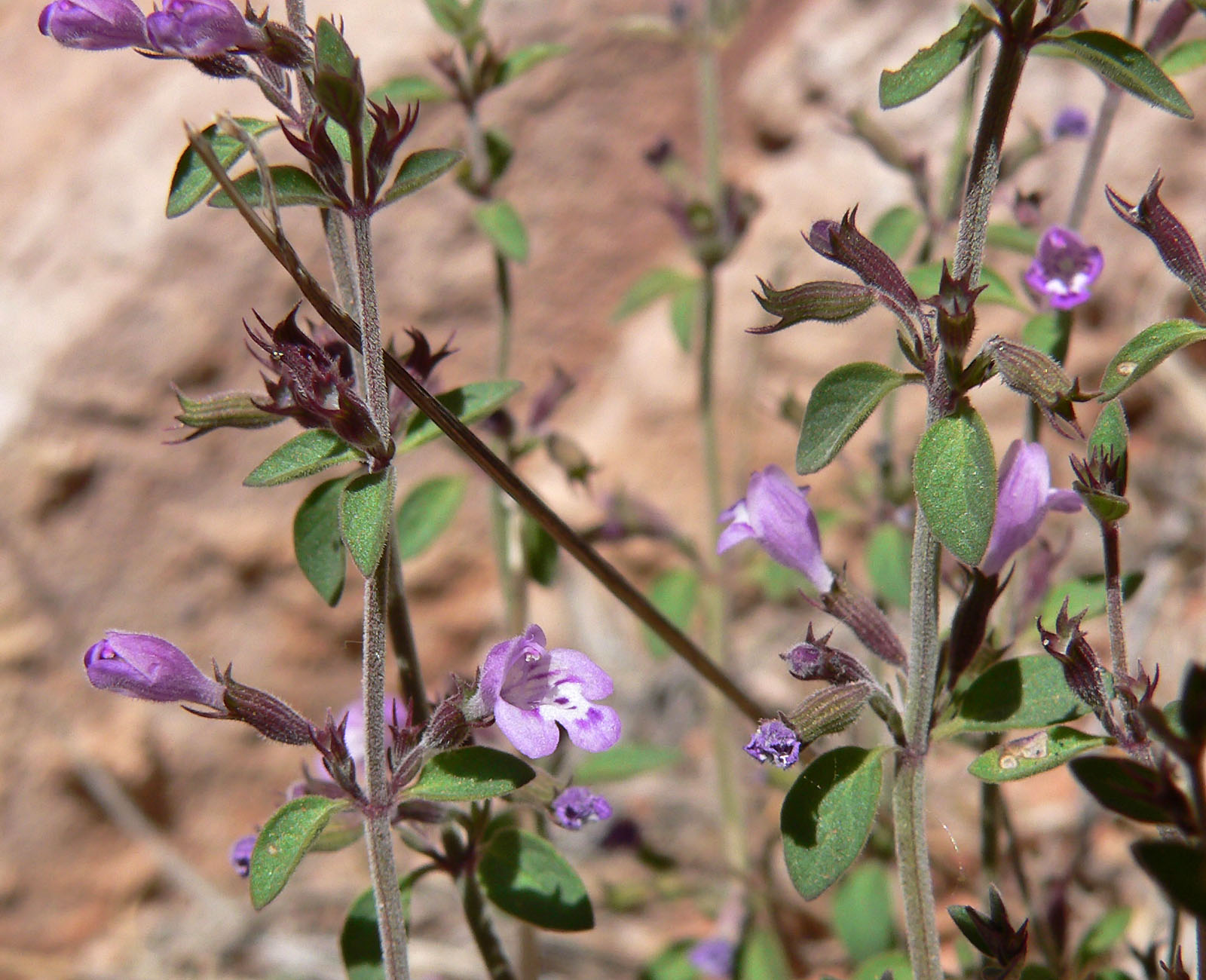